# Oude Dorp (Houten)

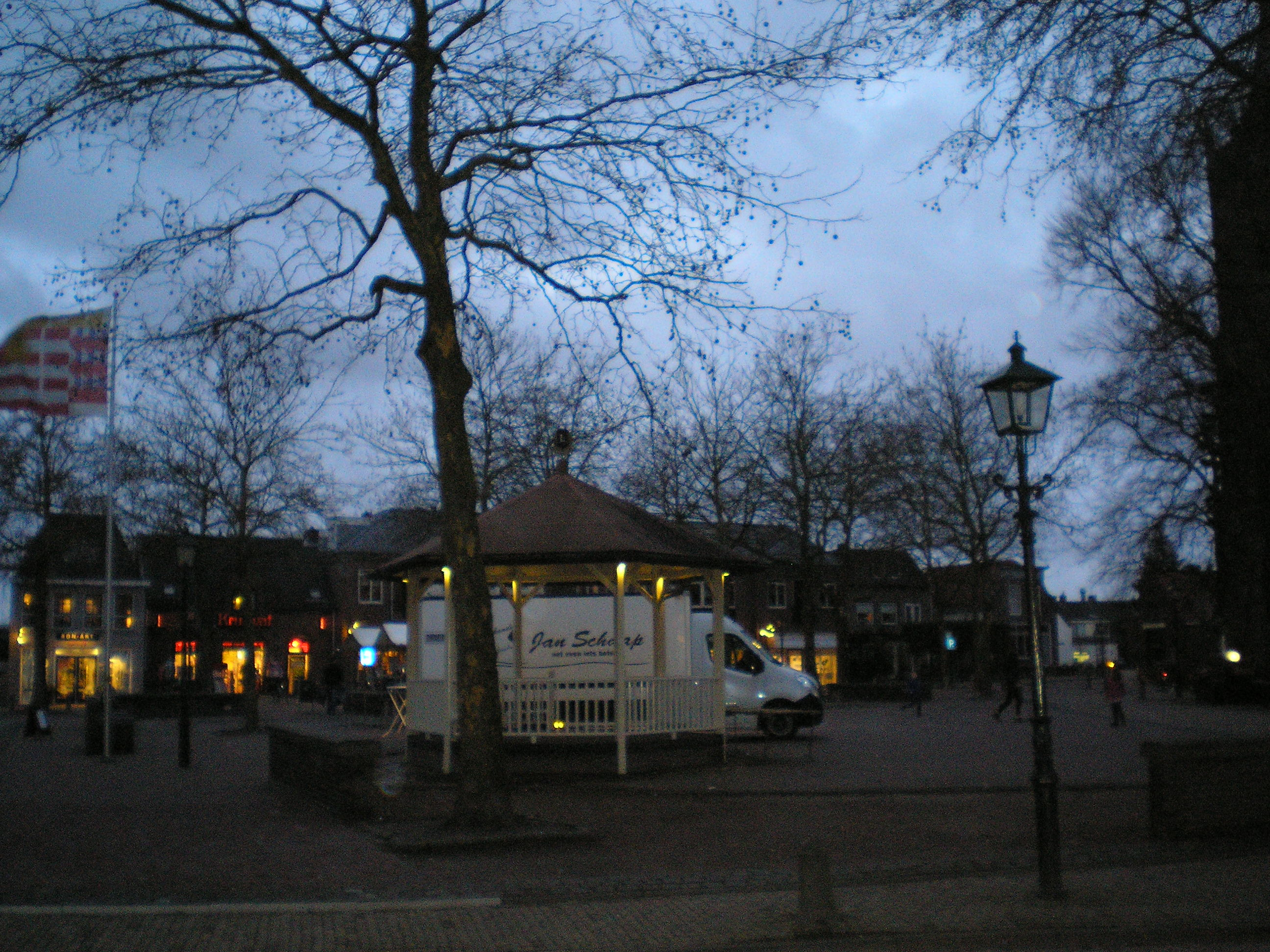
Oude Dorp te Houten

Het Oude Dorp is het oudste gedeelte van de gemeente Houten in de Nederlandse provincie Utrecht.
De wijk wordt omgeven door
- de Rondweg in het zuiden
- de wijk de Oorden in het noorden
- de wijk de Erven in het oosten
- de wijk de Poort in het westen

Het Oude Dorp kent monumentale panden en vormde vroeger het centrum van Houten. Het Oude Dorp kent lokaal een zekere aantrekkingskracht omdat het dorpse karakter bewaard gebleven is. Door de enorme groei van Houten werd Het Rond in de jaren 1980 het nieuwe centrum en groeide het inwonertal tot 30.000 inwoners. In die periode werd een rondweg aangelegd. Nadat een tweede groeitaak was opgelegd steeg het inwoneraantal van de gemeente naar 50.000. 

## Geschiedenis
De geschiedenis van het Oude Dorp gaat terug tot in de middeleeuwen. Rond de restanten van een Romeinse villa is in de 8e eeuw het gehucht Haltna ontstaan. Al vrij vroeg was er sprake van de stichting van een kerk. De Brink voor de kerk sterkte zich uit van de huidige straat De Poort tot aan het begin van de Loerikseweg. Naarmate de tijd vorderde werd er meer gebouwd op de Brink. Daardoor is de Brink geleidelijk aan versnipperd. De vroegste stenen monumenten in het Oude Dorp stammen uit de 16e en 17e eeuw. Het kerkgebouw gaat terug tot de 11e eeuw.